# Gregorsmesse

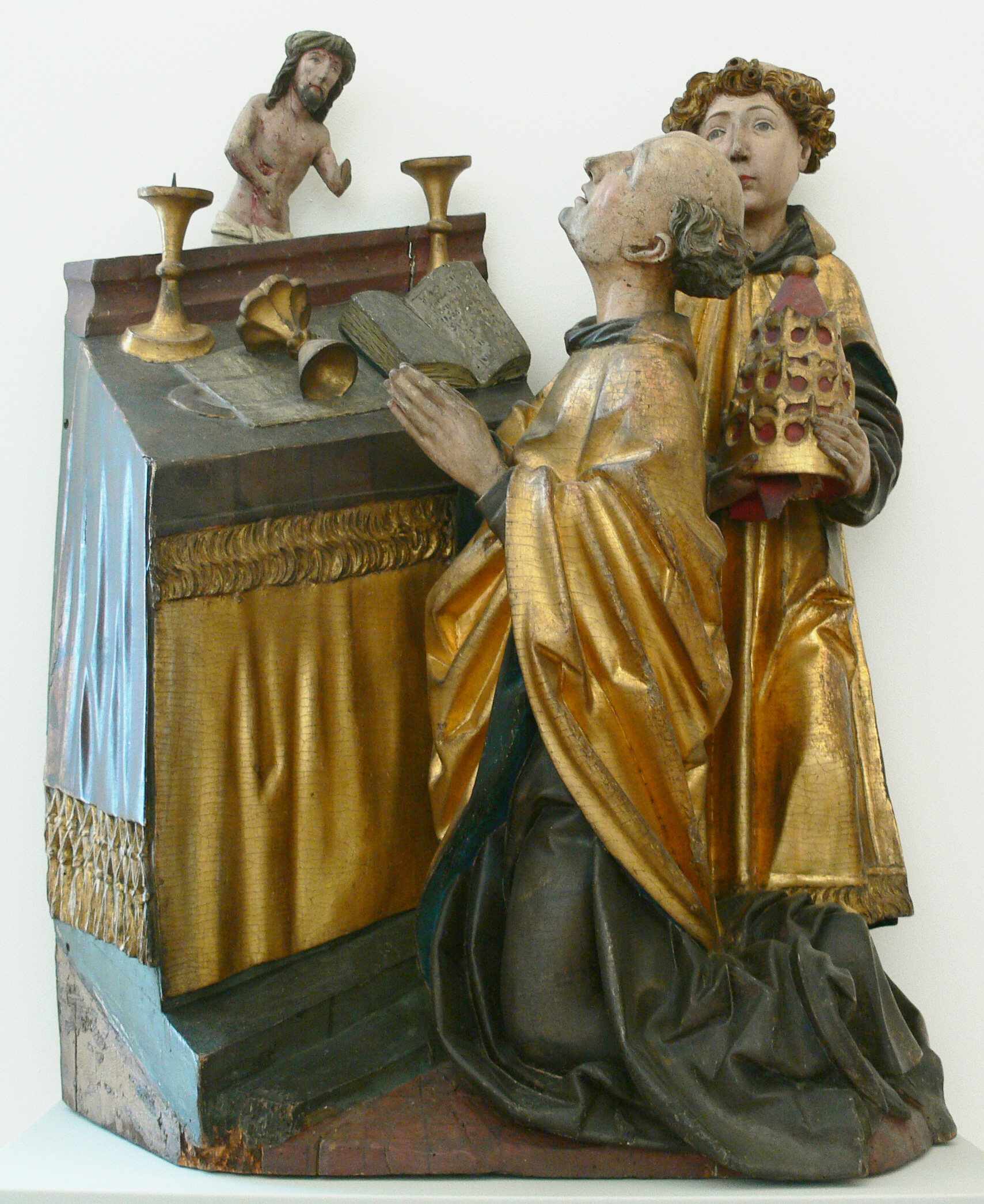
Gregorsmesse, Ulm oder Ravensburg um 1480 (Bode-Museum Berlin)

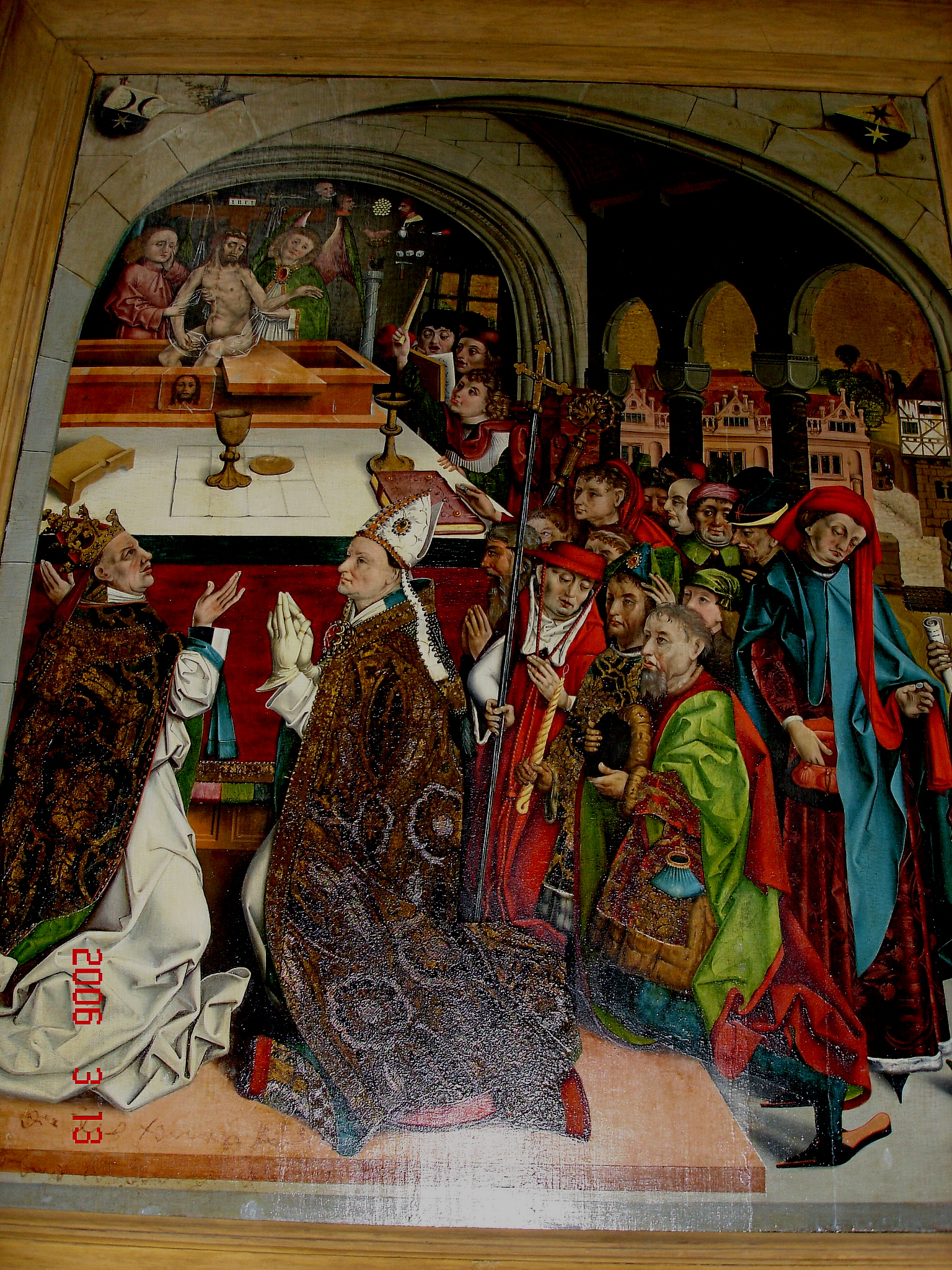
Ein Altarblatt mit der Gregorsmesse aus der Spätgotik in der Lorenzkirche Nürnberg

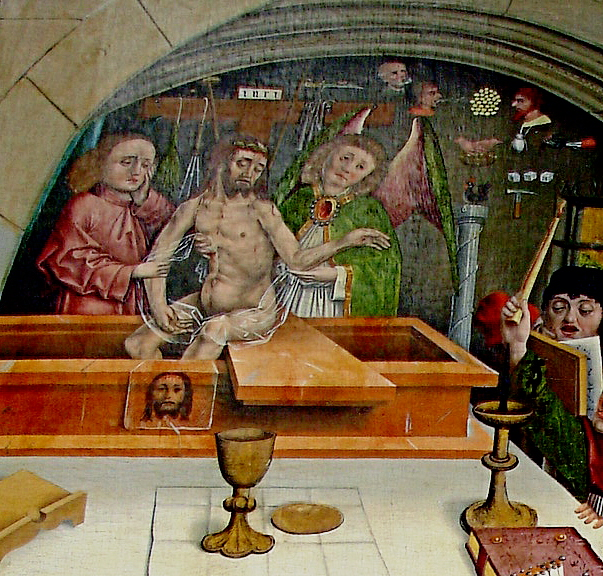
Detail: die Marterwerkzeuge, der Hahn, der krähte, als Petrus Jesus verleugnete, und die Schächer.

Die Gregorsmesse, auch Gregoriusmesse genannt, ist ein Bildthema der christlichen Ikonographie.  Gezeigt wird Papst Gregor I. bei der Feier der Heiligen Messe vor einer Erscheinung des leibhaftigen Christus als Schmerzensmann, umgeben von den Leidenswerkzeugen. In manchen Darstellungen fließt Blut aus der Seitenwunde Christi in den Kelch.

## Geschichte
Der Topos geht auf eine späte Überlieferung zurück, der zufolge sich dieses Wunder in der Kirche Santa Croce in Gerusalemme in Rom ereignet haben soll, um Zweifel an der Realpräsenz, der leiblichen Gegenwart des Leibes und Blutes Jesu Christi in den eucharistischen Gaben von Brot und Wein, zu widerlegen. Bei dieser Überlieferung dürfte es sich um die Erweiterung eines zuerst bei Paulus Diaconus in seiner Biographie Gregors des Großen geschilderten Wunders handeln. Hier wird berichtet, dass eines Tages eine Frau während der Messe gelächelt habe, als Gregor ihr die Kommunion reichte. Auf seine Nachfrage, was das Lächeln bedeute, antwortete sie, dass es sich kaum um den Leib des Herrn handeln könne, da sie die Hostie selbst gebacken habe. Der hl. Gregor zog die Kommunion zurück, betete und sie verwandelte sich tatsächlich in ein etwa fingergroßes Stück blutiges Fleisch. Auf ein erneutes Gebet hin verwandelte es sich wieder in die Kommunion. Die Frau war von da an in ihrem Glauben unerschütterlich.
Die früheste Darstellung dieses Wunders findet sich auf einem Mosaik aus dem 13./14. Jahrhundert, das sich heute in der Schatzkammer von Santa Croce in Gerusalemme befindet und angeblich von Gregor selbst in Auftrag gegeben wurde.
In der zweiten Hälfte des 15. Jahrhunderts erfuhr das Bildmotiv starke Verbreitung auf Altarbildern und Einblattdrucken, insbesondere nördlich der Alpen. Ein Grund dafür war sicherlich, dass das Gebet vor einer Darstellung der Gregorsmesse mit einem Ablass verbunden war.

„Vnnser herr ih[esu]s cr[istu]s erschin zu rom sant gregorien in der kirchen die da haist porta crucis vnd erschin im ob dem altar ierusalem vnd vmb der uberflússigen frod wegen die er empfie[n]g gab vnd verlich all denen di knieent mit andacht in der er cristi vnd andachtenklich sprechent ain p[ate]r n[oste]r vnd ain aue maria vor diser figur allen aplas der da gehört zu der obgenante[n] kirchen […]“

„Quociens q[ui]s cora[m] armis cr[ist]i qui[n]cq[ue] or[ati]ones ap[osto]licas cu[m] qui[n]cq[ue] p[ate]r n[oste]r [et] aue ma[r]ia deuote dixe[r]it XX milib[us] an[n]oru[m] a penis purgatorij exoneratus erit“

Bekannte Darstellungen stammen von Bernt Notke für die Lübecker Marienkirche (Gregorsmesse (Bernt Notke), 1942 verbrannt) und Albrecht Dürer. Für den genannten Meister der Gregorsmessen, benannt nach zwei Tafeln jenen Motivs in Aschaffenburg (BStGS INv.-Nr. 6270 und 6271), wurde durch Andreas Tacke als Name Simon Franck, Hofmaler bei Kardinal Albrecht von Brandenburg, vorgeschlagen.